# Георги Георгов
Георги Андреев Георгов (Гергов) е български търговец, общественик, земеделски деятел, член на Върховния македонски комитет, политик от Демократическата партия, в чийто живот взима дейно участие.

## Биография
Георги Георгов е роден на 8 март 1858 година в будния български град Велес, тогава в Османската империя. Син е на видния велешки общественик Андрей Георгов и брат на Илия Георгов и Иван Георгов. Основно образование получава в родния си град и през 1874 година започва да учи земеделското училище в Табор, чийто пълен курс завършва с блестящ успех в 1877 година. Назначен е за управител на голямото стопанство Зелч на граф Франц фон Харах до Табор.
След създаването на Княжество България, през 1879 година по покана на правителството става подначалник на службата за земеделие и гори при Министерството на финансите. Георгов започва да поставя основите на българското земеделско образование. На 2 октомври 1879 година Георгов представя на Министерския съвет проект за отваряне на стопанско училище в Софийска губерния и проект за изготвяне на образцови стопанства във всеки окръг. Проектите са приети и на 10 декември 1879 година Георгов е изпратен в Митхадпашовия чифлик край Русе, за да проучи възможността за отваряне на земеделско училище там. През януари 1880 година става управител и организатор на това стопанство и превръща Нумуне чифлик в съвременно земеделско стопанство, наречено Образцов чифлик. Същевременно отваря там и земеделско практическо училище, открито през 1883 година – днешната Професионална гимназия по селско стопанство „Ангел Кънчев“ - Образцов чифлик. Това училище, заедно с откритото в същата 1883 година училище в Садово, създават първите български специалисти по земеделие. В Русе заедно с Васил Диамандиев създава Българомакедонската лига.
От 1883 до 1888 година Георгов се занимава с внос и търговия на със земеделски машини и сортови семена. При Правителството на Драган Цанков в 1883 година е назначен за секретар на Министерски съвет и остава на поста близо година. Активист е на Демократическата партия и е избиран за народен представител. През 1890 година организира образцово земеделско стопанство на 5-ия километър край София по Цариградско шосе, което с образцовия си пчелин дава тласък на развитието на пчеларството в България. Членува и в природонаучни дружества. С негови пари Българското ентомологическо дружество започва да издава бюлетин „Известия“. Георгов е председател на българския клон на Всеславянския пчеларски съюз и на Българското пчеларско дружество. В 1910 година председателства Всеславянския пчеларски събор в София.
На Първия (1895), Третия (1896), Четвъртия (1897) и Петия конгрес (1898) на Македонската организация в България е избран за член на Македонския комитет. В 1895 е избран за касиер на Македонския комитет, а в 1903 година става член-съветник на Софийското македоно-одринско благотворително дружество.
В 1903 година е директор на застрахователното дружество „Ню Йорк“. Член на масонска ложа.
Около 1885 година купува и превръща в красива постройка сградата на булевард „Княз Александър Дондуков“, известна като Тетевенските ханове.
Умира в 1929 година в София.

## Родословие
|  |  |  |  |  |  |                              |                              |                              |                              |                              |                              |  |  |                            |                            |                            |                            |                            |                            |  |  | Хаджи Атанас Георгов       |                            |                            |                            |                            |                            |  |  |                   |                   |                   |                   |                   |                   |  |  |                             |                             |                             |                             |                             |                             |  |  |
|  |  |  |  |  |  |                              |                              |                              |                              |                              |                              |  |  |                            |                            |                            |                            |                            |                            |  |  |                            |                            |                            |                            |                            |                            |  |  |                   |                   |                   |                   |                   |                   |  |  |                             |                             |                             |                             |                             |                             |  |  |
|  |  |  |  |  |  |                              |                              |                              |                              |                              |                              |  |  |                            |                            |                            |                            |                            |                            |  |  | Андрей Георгов (? – 1912)  |                            |                            |                            |                            |                            |  |  |                   |                   |                   |                   |                   |                   |  |  |                             |                             |                             |                             |                             |                             |  |  |
|  |  |  |  |  |  |                              |                              |                              |                              |                              |                              |  |  |                            |                            |                            |                            |                            |                            |  |  |                            |                            |                            |                            |                            |                            |  |  |                   |                   |                   |                   |                   |                   |  |  |                             |                             |                             |                             |                             |                             |  |  |
|  |  |  |  |  |  |                              |                              |                              |                              |                              |                              |  |  |                            |                            |                            |                            |                            |                            |  |  |                            |                            |                            |                            |                            |                            |  |  |                   |                   |                   |                   |                   |                   |  |  |                             |                             |                             |                             |                             |                             |  |  |
|  |  |  |  |  |  | Георги Георгов (1858 – 1929) | Георги Георгов (1858 – 1929) | Георги Георгов (1858 – 1929) | Георги Георгов (1858 – 1929) | Георги Георгов (1858 – 1929) | Георги Георгов (1858 – 1929) |  |  | Илия Георгов (1860 – 1945) | Илия Георгов (1860 – 1945) | Илия Георгов (1860 – 1945) | Илия Георгов (1860 – 1945) | Илия Георгов (1860 – 1945) | Илия Георгов (1860 – 1945) |  |  | Иван Георгов (1862 – 1936) | Иван Георгов (1862 – 1936) | Иван Георгов (1862 – 1936) | Иван Георгов (1862 – 1936) | Иван Георгов (1862 – 1936) | Иван Георгов (1862 – 1936) |  |  | Виктория Георгова | Виктория Георгова | Виктория Георгова | Виктория Георгова | Виктория Георгова | Виктория Георгова |  |  | Добри Христов (1875 – 1941) | Добри Христов (1875 – 1941) | Добри Христов (1875 – 1941) | Добри Христов (1875 – 1941) | Добри Христов (1875 – 1941) | Добри Христов (1875 – 1941) |  |  |
|  |  |  |  |  |  | Георги Георгов (1858 – 1929) | Георги Георгов (1858 – 1929) | Георги Георгов (1858 – 1929) | Георги Георгов (1858 – 1929) | Георги Георгов (1858 – 1929) | Георги Георгов (1858 – 1929) |  |  | Илия Георгов (1860 – 1945) | Илия Георгов (1860 – 1945) | Илия Георгов (1860 – 1945) | Илия Георгов (1860 – 1945) | Илия Георгов (1860 – 1945) | Илия Георгов (1860 – 1945) |  |  | Иван Георгов (1862 – 1936) | Иван Георгов (1862 – 1936) | Иван Георгов (1862 – 1936) | Иван Георгов (1862 – 1936) | Иван Георгов (1862 – 1936) | Иван Георгов (1862 – 1936) |  |  | Виктория Георгова | Виктория Георгова | Виктория Георгова | Виктория Георгова | Виктория Георгова | Виктория Георгова |  |  | Добри Христов (1875 – 1941) | Добри Христов (1875 – 1941) | Добри Христов (1875 – 1941) | Добри Христов (1875 – 1941) | Добри Христов (1875 – 1941) | Добри Христов (1875 – 1941) |  |  |
|  |  |  |  |  |  |                              |                              |                              |                              |                              |                              |  |  |                            |                            |                            |                            |                            |                            |  |  |                            |                            |                            |                            |                            |                            |  |  |                   |                   |                   |                   |                   |                   |  |  |                             |                             |                             |                             |                             |                             |  |  |
|  |  |  |  |  |  |                              |                              |                              |                              |                              |                              |  |  | Недялка Агура (1891 – ?)   | Недялка Агура (1891 – ?)   | Недялка Агура (1891 – ?)   | Недялка Агура (1891 – ?)   | Недялка Агура (1891 – ?)   | Недялка Агура (1891 – ?)   |  |  | Евгени Георгов             | Евгени Георгов             | Евгени Георгов             | Евгени Георгов             | Евгени Георгов             | Евгени Георгов             |  |  |                   |                   |                   |                   |                   |                   |  |  |                             |                             |                             |                             |                             |                             |  |  |
|  |  |  |  |  |  |                              |                              |                              |                              |                              |                              |  |  | Недялка Агура (1891 – ?)   | Недялка Агура (1891 – ?)   | Недялка Агура (1891 – ?)   | Недялка Агура (1891 – ?)   | Недялка Агура (1891 – ?)   | Недялка Агура (1891 – ?)   |  |  | Евгени Георгов             | Евгени Георгов             | Евгени Георгов             | Евгени Георгов             | Евгени Георгов             | Евгени Георгов             |  |  |                   |                   |                   |                   |                   |                   |  |  |                             |                             |                             |                             |                             |                             |  |  |